# Красный Яр (Забайкальский край)
Кра́сный Яр — село в Тунгокоченском районе Забайкальского края России. Находится на межселенной территории.

## География
Село находится на правом берегу реки Витим, при впадении реки Давгокта, на расстоянии 240 км (по зимнику) к северо-западу от села Верх-Усугли, административного центра района.

## Население
| 1989 | 2002 | 2010 | 2021 |
| ---- | ---- | ---- | ---- |
| 116  | ↘110 | ↘77  | ↘54  |

## Инфраструктура
В селе функционируют электростанция и аэропорт.